# Maciej Terlecki
Maciej Terlecki (Pruszków, 9 marzo 1977) è un ex calciatore polacco, di ruolo centrocampista.

## Carriera

### Club
Ha giocato nella prima divisione polacca.

### Nazionale
Ha giocato nella nazionale polacca Under-21.
Debutta in nazionale il 19 giugno 1999 contro la Nuova Zelanda (0-0).

## Palmarès

### Club

#### Competizioni nazionali
- Campionato belga: 2

Anderlecht: 1993-1994, 1994-1995
- Coppa del Belgio: 1

Anderlecht: 1993-1994
- Supercoppa del Belgio: 1

Anderlecht: 1993